# Peter Legh, 4. Baron Newton
Peter Richard Legh, 4. Baron Newton (* 6. April 1915 in London; † 16. Juni 1992 in Droxford, Hampshire) war ein britischer Heeresoffizier und Politiker der Conservative Party. Er war von 1951 bis 1960 Mitglied des House of Commons, von 1959 bis 1960 Treasurer of the Household und von 1960 bis zu seinem Tod als erblicher Peer Mitglied des House of Lords. Er bekleidete von 1960 bis 1962 auch das Amt als Captain of the Yeomen of the Guard und war 1964 kurzzeitig Staatsminister im Ministerium für Bildung und Wissenschaft.

## Leben
Peter Richard Legh war der älteste von drei Söhnen von Richard Legh, 3. Baron Newton (1888–1960) und dessen Ehefrau Helen Winifred Meysey-Thompson (1889–1958), deren Vater der Politiker Henry Meysey-Thompson, 1. Baron Knaresborough (1845–1929) war. Während sein jüngerer Bruder Hugo Claude Legh bereits 1933 als Siebzehnjähriger verstarb, diente sein jüngster Bruder Sir Francis Michael Legh (1919–1984) als Major im Regiment der Grenadier Guards und zwischen 1959 und 1961 sowie erneut von 1972 bis zu seinem Tod 1984 als Privatsekretär von Prinzessin Margaret, Countess of Snowdon, der jüngeren Schwester von Königin Elisabeth II.
Er selbst absolvierte nach dem Besuch des Eton College ein grundständiges Studium am Christ Church der University of Oxford, welches er 1937 mit einem Bachelor of Arts (B.A.) beendete. Er diente ebenfalls als Major bei den Grenadier Guards und nahm am Zweiten Weltkrieg teil. Nach Kriegsende begann er ein postgraduales Studium am Christ Church der University of Oxford und schloss dieses 1947 mit einem Master of Arts ab. Seine politische Laufbahn für die Conservative Party begann er 1949 als Mitglied des Rates der Grafschaft Hampshire (Hampshire County Council), dem er bis 1952 angehörte. 1951 wurde er zudem zum Friedensrichter (Justice of the Peace) für Hampshire berufen.
Bei der Unterhauswahl am 25. Oktober 1951 wurde Legh für die konservativen Tories als Nachfolger seines Parteifreundes General Sir George Darell Jeffreys im Wahlkreis „Petersfield“ erstmals zum Mitglied des Unterhauses (House of Commons) gewählt, dem er nach seinen Wiederwahlen am 26. Mai 1955 und am 8. Oktober 1959 bis zu seinem Mandatsverzicht am 11. Juni 1960 angehörte. Er war zunächst zwischen 1952 und 1953 Parlamentarischer Privatsekretär des damaligen Finanzsekretärs des Schatzamtes John Boyd-Carpenter und daraufhin von 1953 bis 1955 Assistierender Parlamentarischer Geschäftsführer (Assistant Whip) der Fraktion der Conservative Party. Zugleich gehörte er dem Hampshire County Council zwischen 1954 und 1955 erneut als Mitglied an.
Im Anschluss war er zwischen dem 13. Juni 1955 und dem 17. September 1957 im Schatzamt (HM Treasury) als Lord Commissioner of the Treasury. Danach fungierte er als Nachfolger von Richard Thompson vom 17. September 1957 bis zu seiner Ablösung durch Edward Wakefield am 16. Januar 1959 Vice-Chamberlain of the Royal Household, ehe er am 16. Januar 1959 als Nachfolger von Hendrie Oakshott stellvertretender Parlamentarischer Hauptgeschäftsführer (Deputy Chief Whip) der Fraktion seiner Partei und zugleich Treasurer of the Household wurde. Er bekleidete dieses Amt bis zum 21. Juni 1960 und wurde daraufhin erneut von Edward Wakefield abgelöst.
Beim Tod seines Vaters erbte Peter Legh am 11. Juni 1960 dessen Titel als 4. Baron Newton und wurde dadurch Mitglied des Oberhauses (House of Lords). Aufgrund des Titels erhielt er auf Lebenszeit einen Sitz im House of Lords, wofür er aus dem House of Commons ausschied. Die dadurch notwendigen Nachwahl im Wahlkreis „Petersfield“  am 16. November 1960 gewann seine Parteifreundin Joan Quennell. Während seiner Mitgliedschaft im Oberhaus übernahm er verschiedene weitere Ämter und war zunächst als Nachfolger von William Onslow, 6. Earl of Onslow zwischen dem 28. Oktober 1960 und seiner Ablösung durch John Goschen, 3. Viscount Goschen am 6. September 1962 Captain of the Yeomen of the Guard und als solcher zugleich Deputy Chief Whip der Regierungspartei im House of Lords. Daraufhin bekleidete er vom 6. September 1962 bis zum 1. April 1964 noch Parlamentarischer Staatssekretär im Gesundheitsministerium, ehe er zwischen dem 1. April und dem 16. Oktober 1964 im Kabinett Douglas-Home noch Staatsminister im Ministerium für Bildung und Wissenschaft war.
Peter Richard Legh war seit dem 6. Juli 1948 mit seiner Cousine Priscilla Egerton-Warburton (1915–2010) verheiratet, Tochter von Captain John Egerton-Warburton (1883–1915) und dessen Ehefrau Hon. Lettice Legh (1885–1968), die als Tochter des Diplomaten und Politikers Thomas Legh, 2. Baron Newton (1857–1942) zugleich seine Tante war. Aus dieser Ehe gingen die beiden Söhne Hon. Richard Thomas Legh (* 1950) und Hon. David Piers Carlis Legh (* 1951) hervorgingen, von denen der Ältere bei seinem Tod am 16. Juni 1992 den Titel als 5. Baron Legh erbte.